# جوش هندرسون (لاعب كرة قدم)
جوش هندرسون (بالإنجليزية: Josh Henderson)‏ (14 أكتوبر 1977 بباتون روج في الولايات المتحدة - ) هو لاعب كرة قدم أمريكي في مركز الهجوم. لعب مع تشارلستون بيتري وريتشموند كيكرز وNew Orleans Storm ‏ وLehigh Valley Steam ‏ وأتلانتا سيلفرباكس.

## وصلات خارجية
- جوش هندرسون على موقع قاعدة بيانات كرة القدم.إي يو (الإنجليزية)